# 스타스트릭

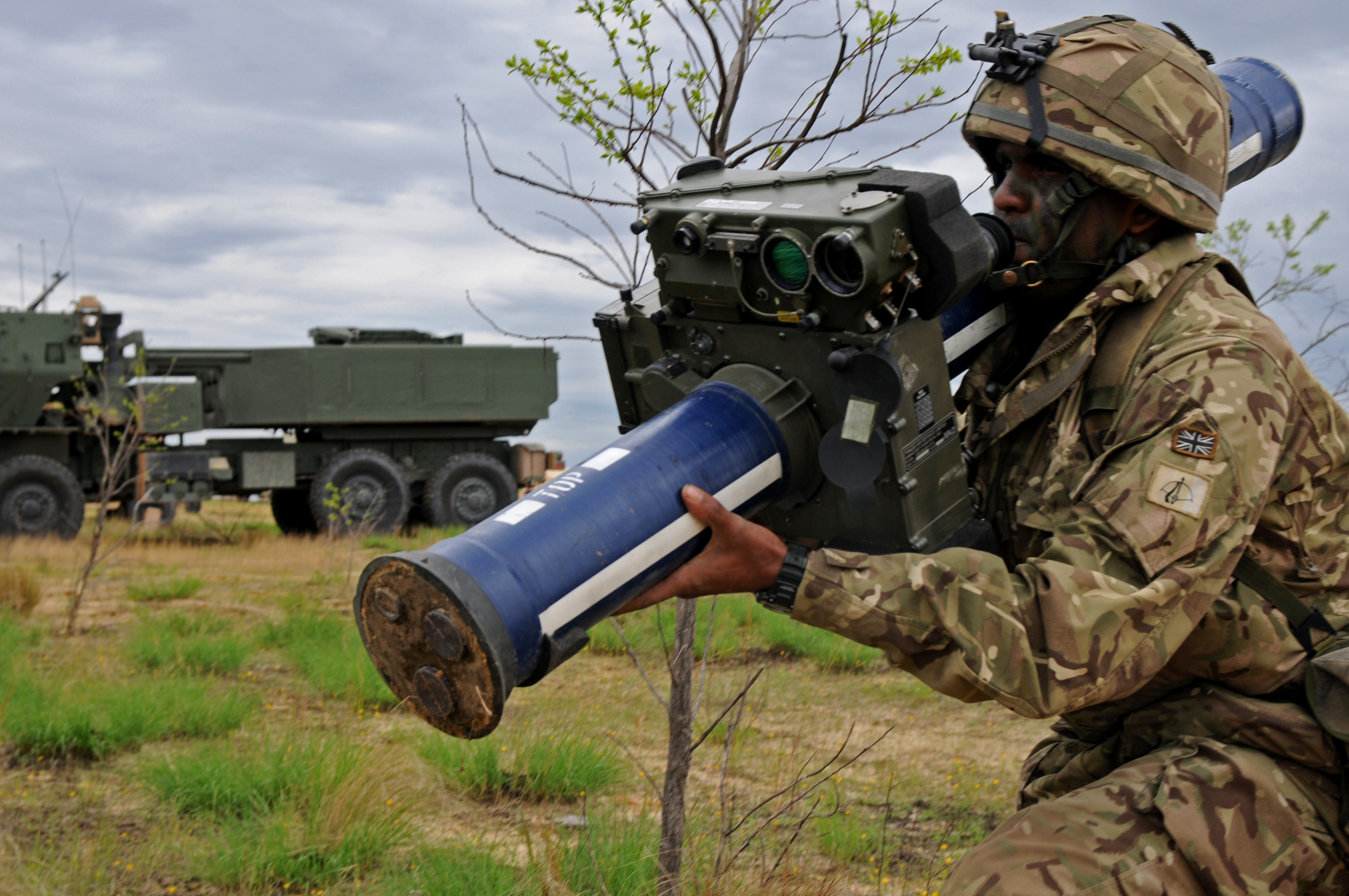

스타스트릭(Starstreak)은 영국의 단거리 지대공 미사일로 MANPADS(man-portable air-defence system, 휴대용 대공 방어 시스템)로 사용하거나 더 무거운 시스템에 사용할 수 있다. 이 미사일은 북아일랜드 벨파스트에 있는 테일스 에어 디펜스(Thales Air Defense, 구 Shorts Missile Systems)에서 제조되었다. 스타스트릭 HVM(High Velocity Missile)이라고도 한다. 발사 후 미사일은 마하 4 이상으로 가속돼 현존하는 단거리 지대공 미사일 중 가장 빠른 속도를 낸다. 그런 다음 세 개의 레이저 빔 라이딩 자탄을 발사하여 목표물에 대한 성공적인 명중 가능성을 높인다. 스타스트릭은 1997년부터 영국 육군에서 운용되었다. 2012년 테일스는 이 시스템을 포스실드(ForceSHIELD)로 다시 출시했다.

## 같이 보기
- 경량 다목적 미사일
- 비슷한 미사일: 9K32 스트렐라-2, 9K38 이글라, FIM-92 스팅어, 재블린 (지대공 미사일), 미스트랄 (미사일), 신궁 (미사일)